# Haemagogus equinus
Haemagogus equinus är en tvåvingeart som först beskrevs av Theobald 1903.  Haemagogus equinus ingår i släktet Haemagogus och familjen stickmyggor. Inga underarter finns listade i Catalogue of Life.